# Jacques Darcanges
Jacques Darcanges, de son vrai nom François Debouchaud, est un écrivain et éditeur français, né le 29 mai 1928 à Nersac (Charente).

## Biographie
Né dans une famille d'industriels, Jacques Darcange est le créateur des éditions de l'Orme en 1984, et l'auteur notamment d'une série de témoignages en 10 volumes, les « Paradis Perdus », sur l'histoire des familles de la grande bourgeoisie industrielle française jusqu'à la crise économique des années 1970.

## Œuvres
- Les paradis perdus : Enchantements sur Rochecorail, Éditions de l'Orme
- Les paradis perdus : Saint-Germain-des-Prés, id.
- Les paradis perdus : Bonne-maman, dis bonne-maman, réconte, id.
- Les paradis perdus : Amours d'été, id
- Les paradis perdus : Les dernières vacances, id.
- Les paradis perdus : Les grandes fêtes d'août, id.
- Les paradis perdus : La rentrée des classes, id.
- Les paradis perdus : Les grands dîners d'automne, id.
- Les paradis perdus : Les malaises de novembre, id.
- Les paradis perdus : Les beaux jours de Beausoleil, id.